# 遊義門院一条局
遊義門院一条局（ゆうぎもんいんのいちじょうのつぼね）は、鎌倉時代後期の女性。公卿西園寺実俊（橋本実俊）の娘。徳治年間（1306年 - 1308年）ごろ、尊治親王（のちの後醍醐天皇）との間に第二皇子世良親王をもうけた。それ以外の事績に乏しく、詳細が不明な人物である。

## 生涯
『増鏡』「春の別れ」によれば、後醍醐天皇の第二皇子世良親王の母は「西園寺の宰相中将実俊の女」という人物だった。そして、世良は昭慶門院（世良の伯母に当たる憙子内親王）に愛育され、賢臣「後の三房」のひとり北畠親房が乳父（教育係）を務めたという。何故、世良が実の母ではなく伯母の昭慶門院に育てられたのか、理由は書かれていない。出産直後に没したとも考えられる。
世良の出生年については、平田俊春・森茂暁は、徳治年間（1306年 - 1308年）だと推測している。
史料が少なく、尊治親王時代の後醍醐と遊義門院一条局が、上記以外にどのような関係だったのかは不明である。しかし、皇子の世良親王が後醍醐に将来を嘱望され、手厚く教育されたのは確かである。世良は早逝したが、その時の後醍醐の嘆きと哀しみはきわめて深かったという（『増鏡』「むら時雨」）。

## 『尊卑分脈』
『尊卑分脈』西園寺家系図では、実俊の三人の娘として一番右に記される人物に、「太宰帥世良親王母／遊義門院一条局」とある。後代の史料で遊義門院一条局の子とされる後宇多天皇皇子性勝法親王のこと等は書かれていない。

## 『本朝皇胤紹運録』
『本朝皇胤紹運録』後醍醐天皇の系図では、世良親王の母は「三木実俊卿女」で通称は「遊義門院一条」であるとされる。また聖護院尊珍法親王（恵尊・静尊に改名）も産んだとされているが、尊珍は亀山上皇（後醍醐祖父）と民部卿三位（護良親王の母）の皇子なので、何らかの錯誤がある。また、今林尼衆（遊義門院を追悼するための寺の尼）になった皇女も産んでいるという。
一方、『本朝皇胤紹運録』後宇多天皇の系図では、後醍醐父の後宇多の皇子である良治親王（大覚寺性勝法親王）の母が「一条局。三木左中将実俊卿女」とある。